# Lagoa (vino)
Lagoa es una denominación de origen controlada (DOC) portuguesa para vinos producidos en la región demarcada de Lagoa, que abarca los concelhos de Albufeira y  Lagoa y parte del de Loulé, situados en el Algarve, al sur del país. 
Los vinos de Lagoa pueden ser blancos o tintos.

## Variedades de uva
- Tintas: Negra Mole y Trincadeira (Tinta Amarela).
- Blancas: Arinto (Pedernã) y Síria (Roupeiro).